# Elsa Flensburg
Elsa Maria Flensburg, född 1 januari 1891 i Stockholm, död 12 februari 1982 i Stockholm, var en svensk bildkonstnär och konsthantverkare.
Flensburg studerade vid Annie Frykholms textilskola 1908, vid Kerstin Cardons och Caleb Althins målarskolor 1909, vid Tekniska skolan 1909–1915, i materiallära för Akke Kumlien på Konsthögskolan samt på målarskolor i Paris. Hon gjorde studieresor under åren 1918–1939 till de skandinaviska länderna, England, Frankrike, Tyskland, Nederländerna, Belgien, Italien, Österrike och Ungern.
Hon målade innerliga, osminkat realistiska porträtt, ofta av barn, stilleben och blomstermotiv. Hon har även utfört handtryckta tapeter, komponerat antependier och illustrerat barnböcker. Hon var en av grundarna av Ateljé Handtryck.
Elsa Flensburg var lärare vid Konstfack 1929–1956.
Hennes offentliga arbeten omfattar bland annat antependier i Ekshärads kyrka, Hällefors kyrka och andra kyrkor. Flensburg är bland annat representerad i Nationalmuseum, Norrköpings konstmuseum och i Värmlands museum med Flicka från Värmland. 
Kalmar konstmuseum visade 2001 hennes textiltryck, som hon arbetat med i en samutställning med konstnären Ann-Mari Granhammer.
Hon var dotter till Carl Flensburg och Anna Flensburg, hennes farfar var Wilhelm Flensburg.